# Adisak Sensom-Eiad
Adisak Sensom-Eiad (thailändisch อดิศักดิ์ เส็นสมเอียด, * 11. Dezember 1994 in Songkhla), auch als Max (thailändisch แม็ก) bekannt, ist ein thailändischer Fußballspieler.

## Karriere

### Verein
Adisak Sensom-Eiad erlernte das Fußballspielen in der Jugendmannschaft des Drittligisten Bangkok Christian College FC in Bangkok. Seinen ersten Vertrag unterschrieb er 2013 bei dem in der Thai Premier League spielenden BEC Tero Sasana FC. Ab Mitte 2013 wurde er an seinen Jugendverein Bangkok Christian College FC ausgeliehen. Die Rückrunde 2015 wurde er an den Zweitligisten Bangkok FC ausgeliehen. Nach Vertragsende ging er 2016 nach Ubon Ratchathani, wo er sich dem Zweitligisten Ubon UMT United anschloss. Nach einem halben Jahr wechselte er in die Thai Premier League, wo er einen Vertrag bei Buriram United in Buriram unterschrieb. Mit dem Verein wurde er Thai-League-Cup-Sieger. Die Saison 2017 wurde er an Nongbua Pitchaya FC ausgeliehen. Der Verein aus Nong Bua Lamphu spielte in der Thai League 2. Nach Vertragsende in Buriram nahm ihn der Zweitligist Thai Honda FC aus Bangkok 2018 unter Vertrag. Nachdem Thai Honda Ende 2019 bekannt gab, dass man nicht mehr in der Thai League antreten wird, verließ er den Club und schloss sich dem Zweitligisten Sisaket FC aus Sisaket an. Nach Ende der Spielzeit 2020/21 musste er mit Sisaket als Tabellensechzehnter den Weg in die dritte Liga antreten. Zu Beginn der Saison 2021/22 schloss er sich dem Drittligisten Nakhon Si United FC an. Am Ende der Saison 2021/22 feierte er mit dem Verein aus Nakhon Si Thammarat die Vizemeisterschaft der Region. Als Vizemeister nahm er an der National Championship der dritten Liga teil. Hier belegte man den dritten Platz und stieg in die zweite Liga auf. Die Saison 2023/24 wurde er mit dem Verein Tabellenfünfter und qualifizierte sich somit für die Aufstiegsspiele zur ersten Liga. Hier konnte man sich jedoch nicht gegen den Rayong FC durchsetzen und verblieb in der zweiten Liga.

### Nationalmannschaft
Von 2011 bis 2012 spielte Adisak Sensom-Eiad dreimal in der thailändischen U-19-Nationalmannschaft. Viermal trug er von 2015 bis 2016 das Trikot der U-23-Nationalmannschaft.

## Erfolge
Buriram United
- Thai League Cup:  2016

Nakhon Si United FC
- Thai League 3 – South: 2021/22 (Vizemeister)
- National Championship: 2021/22 (3. Platz)  ▲